# 日産・VRエンジン

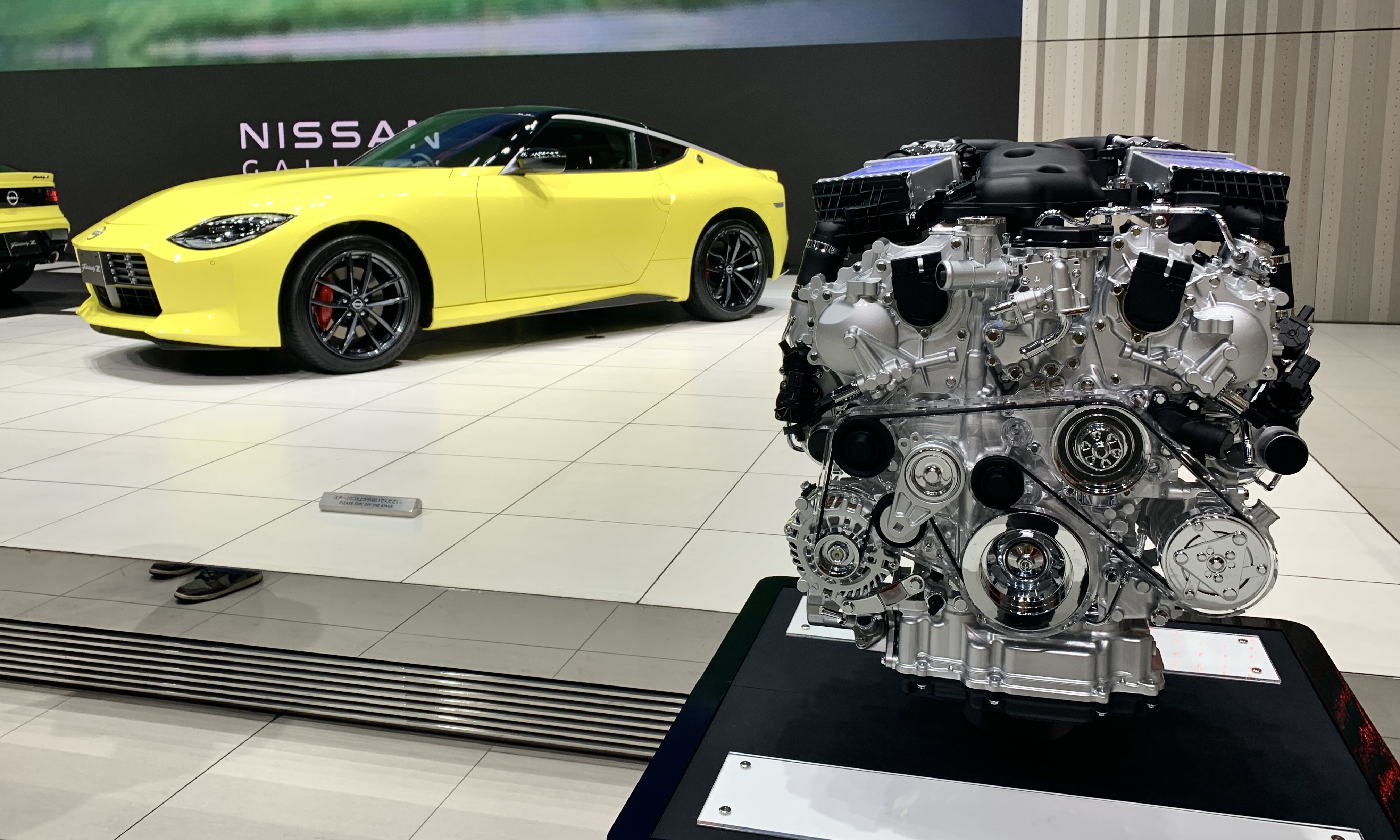
フェアレディZ (RZ34型)とVR30DDTTエンジン

日産・VRエンジンとは、日産自動車のV型6気筒 DOHC マルチバルブのガソリンエンジンである。バンク角は60度。

## 概要
VRエンジンシリーズには、2000年代から日産・GT-R専用に開発された「VR38DETT」と、セダンのインフィニティ・Q50に新たに追加するために開発され、後にフェアレディZ (RZ34型)に搭載された「VR30DDTT」、インフィニティ・QX80や日産・アルマーダに搭載される「VR35DDTT」が存在する。2023年現在、ツインターボエンジンのみのラインナップである。
いずれもハイパワーを目標としたエンジンであり、特にVR38DETTは名車として扱われているGT-Rの影響で、名機エンジンとして名高い。しかしエンジンを維持するための条件が厳しく、VR38DETTでは無鉛レギュラーガソリンは使用できない上に、エンジンオイルも指定されたものでなければメーカーの保証対象外になる。VR30DDTTおよびVR35DDTTでも無鉛プレミアムガソリンの使用が推奨されている。
生産はどちらも一箇所で行われており、VR38DETTとVR35DDTTは神奈川県横浜市の横浜工場、VR30DDTTは福島県いわき市のいわき工場で生産されている。これは、その高性能なエンジンを製造するに当たって非常に高度な精密性と製造技術を要するためであり、VR38DETTに関しては「プラズマコーティング」と呼ばれる特殊な技術を採用しているためである。
なお、エンジン名の数字の前につく似たようなつづりには「VRH」を名乗るものがある。日産のV型8気筒レース用エンジンは出自の如何に関わらずにこれがつくものが多いため、VRエンジンとは特に関係があるわけではない。例えば、「VRH35」は研究開発された時期が1989年から1999年なので、直接的な関わりはない。同様にR391専用の「VRH50A」も、ベースとなった設計は「VH45DE」であるから系譜上は異なるものである。また、乗用車用のエンジンを改良したレースカー用の「VRH34」は、VK45DEと共通のシリンダーブロックを使用していると推測されるため、こちらとも系譜上は異なるものと考えられる。

## バリエーション

### VR35DDTT
インフィニティ・QX80向けに新開発されたエンジンであり、姉妹車でもある日産・アルマーダと日産・パトロールにも搭載される予定である。QX80にとってはそれまで搭載されていた5.6L級のVK56VDよりダウンサイジングすることになるが、出力が37 kW (50 hp)、トルクが138 N⋅m (102 lb⋅ft)向上する。電子制御可変バルブタイミングを採用している。
なお、多くのメディアでは「VR35DDT」として表記されている。しかしこのエンジンはツインターボを搭載していることから、日産のエンジン型式の命名規則を考えると、これは誤った表記である。また、インフィニティ公式でも「VR35DDTT」の呼称を用いている。